# انتخابات ریاست‌جمهوری موریتانی (۲۰۱۹)
انتخابات ریاست‌جمهوری موریتانی در ۲۲ ژوئن ۲۰۱۹ برگزار شد. اگر هیچ کاندیدایی بیش از ۵۰ درصد آرا را دریافت نکند، انتخابات دور دوم برای ۶ ژوئیه برنامه‌ریزی شده‌است. در نتیجه دور اول محمد ولد غزوانی از حزب اتحاد برای جمهوری (موریتانی) ۵۲٫۰۱٪ درصد آرا را به خود اختصاص داد.
محمد ولد عبدالعزیز رئیس‌جمهوری ۶۲ ساله موریتانی بر اساس قانون اساسی برای شرکت در دور سوم منع شد، زیرا پس از دو دوره پنجساله دیگر نمی‌تواند در قدرت باقی باشد. گفته می‌شودکه این انتخابات اولین انتقال صلح‌آمیز قدرت از زمان استقلال کشور از فرانسه است. محمد ولد غزوانی که کاندیدای حزب حاکم است در سخنانی پیروزی خود را اعلام کرد.

## انتخابات ۲۰۱۹
این اولین انتخابات دموکراتیک بعداز کودتای ۱۹۸۴ به‌شمار می‌رود که در آن محمد ولد عبدالعزیز، محمد خونه ولد هیداله زمامدار نظامی موریتانی را سرنگون کرد و تاکنون در حاکمیت بوده‌است. در پی انتخابات ۲۲ ژوئن از میان ۶ کاندیدایی که به پای صندوق‌های رای رفتند. محمد ولد غزوانی ۵۲٫۰۱٪ درصد آرا را کسب کرده‌است. بیرام ولد اعبیدی سیاستمدار موریتانی و فعال مخالف با بردگی حدود ۱۸٫۵۸٪ درصد دوم شد و محمد ولد بوبکر نخست‌وزیر سابق حدود ۱۷٫۸۲ درصد آرا رد دره سوم و کان حامیدو بابا روزنامه‌نگار ۸٫۸۷ درصد آرا شمارش شده را به دست آوردند.

## تاریخچه
قبل از کودتای اوت ۲۰۰۵، موریتانی دارای یک نظام تک حزبی بود با نام حزب دموکرات و جمهوری‌خواه که قدرت را در اختیار داشت. احزاب مخالف اجازه فعالیت داشتند، اما به‌طور عام پذیرفته بودند که شانس واقعی برای کسب قدرت را ندارند.
موریتانی در انتخابات سراسری رئیس دولت - رئیس‌جمهوری و مجلس قانونگذاری را در سطح ملی تعیین می‌کند. قبل از سال ۲۰۰۶، رئیس‌جمهور به مدت شش سال انتخاب شده بود و بدون داشتن محدودیتی برای انتخاب مجدد. پس از رفراندوم قانون اساسی در ژوئن ۲۰۰۶، شرایط انتخاب ریاست جمهوری پنج ساله شد، سپس شرایط شرکت رئیس‌جمهور به ۲دوره و حداکثر ۷۵ سال سن محدود شد. پارلمان موریتانی دارای یک مجلس است. مجلس ملی (الجمیع الطنینیه / Assemblée Nationale) که دارای ۸۱ عضو است و به مدت پنج سال در حوزه‌های انتخابی با کسب یک کرسی انتخاب می‌شوند.
انتخابات ریاست جمهوری در موریتانی در ۲۴ ژانویه ۱۹۹۲ در این کشور برگزار شد. آنها با رفراندوم قانون اساسی به ایجاد دموکراسی چند حزبی پرداختند و بدنبال آن اولین انتخابات ریاست جمهوری که بیش از یک نامزد در آن شرکت داشت برگزار گردید. نتیجه آن پیروزی رئیس‌جمهور معاویه ولد سید احمد طایع از حزب دموکرات و جمهوری‌خواه بود.